# Mami te amo
Mami te amo es una película chilena del año 2008. Es el largometraje debut de la cineasta Elisa Eliash y es protagonizado por Eva Luna Isensse y Catalina Saavedra.

## Sinopsis
Una madre al borde de la ceguera abandona a su pequeña hija todos los días. La niña solamente quiere la aceptación de su madre, por lo que desarrolla un macabro juego para parecerse a ella, hasta que un día, el plan parece haber dado resultado más allá de lo esperado.

## Reparto
- Eva Luna Isensee como Raquel
- Catalina Saavedra
- Josefina González
- Valentina Alegría
- Alejandro Goic Jerez

## Premios
- Mejor Película, Festival Cine B Santiago, Chile, 2008.